# Ströpsack
Ströpsack ist ein ehemaliger Wohnplatz (Wüstung), heute im Gebiet der Woiwodschaft Westpommern in Polen gelegen.
Die Wüstung liegt in Hinterpommern, etwa 110 Kilometer nordöstlich von Stettin und etwa 8 Kilometer südöstlich von Kołobrzeg (Kolberg).
Ursprünglich bestand hier eine Gastwirtschaft („Krug“) an der Straße von Kolberg nach Belgard. Auf der Großen Lubinschen Karte des Herzogtums Pommern von 1618 ist der Ort mit dem Ortsnamen „Stropesack“ eingetragen. In Ludwig Wilhelm Brüggemanns Ausführlicher Beschreibung des gegenwärtigen Zustandes des Königlich Preußischen Herzogtums Vor- und Hinterpommern (1784) ist unter dem Dorf Zernin der „nicht weit von dem Dorfe gelegene Krug, Ströpsack genannt,“ mit aufgeführt.
Später, wann ist nicht bekannt, ist die Gastwirtschaft eingegangen. Heinrich Berghaus führte in seinem Landbuch des Herzogtums Pommern (1867) „Ströpsack, Krug“ als Teil des Dorfes Zernin auf und beschrieb es als „eine alte Anlage an der Straße von Kolberg nach Körlin“, die „für ein Acker- und Vorwerk“ gilt.
Vor 1945 bezeichnete der Ortsnamen „Ströpsack“ eine Gruppe von drei Hofstellen („Ausbauten“). Vor 1945 bildete Ströpsack einen Wohnplatz in der Landgemeinde Zernin und gehörte mit dieser zum Kreis Kolberg-Körlin der preußischen Provinz Pommern.
Im Jahre 1812 wurden in Ströpsack 12 Einwohner gezählt, im Jahre 1861 13 Einwohner, im Jahre 1905 14 Einwohner und im Jahre 1925 11 Einwohner.
Nach dem Zweiten Weltkrieg kam Ströpsack, wie alle Gebiete östlich der Oder-Neiße-Grenze, an Polen. Heute ist an dieser Stelle keine Bebauung mehr vorhanden. Die Wüstung liegt im Gebiet der Gmina Dygowo (Landgemeinde Degow) im Powiat Kołobrzeski (Kolberger Kreis).